# Henri Vandenabeele
Henri Vandenabeele, né le 15 avril 2000 à Deinze (Flandre-Orientale), est un coureur cycliste belge.

## Biographie
En 2018, Henri Vandenabeele termine deuxième du Tour du Valromey, après avoir porté le maillot de leader. L'année suivante, il quitte la catégorie des juniors (moins de 19 ans) et rejoint l'équipe espoirs de Lotto-Soudal. Bon grimpeur, il se classe notamment huitième d'une étape de montagne au Tour Alsace.
En 2020, il s'illustre sur les courses par étapes du calendrier international espoir, après la pandémie de Covid-19. Il termine deuxième du Tour d'Italie espoirs, puis de la Ronde de l'Isard, tout en ayant remporté une étape à l'Hospice de France,.
En 2022, il signe son premier contrat professionnel avec l'équipe DSM. Pour sa première course, il se classe neuvième du Tour d'Oman. Dixième ensuite du Tour de Turquie, il abandonne le Critérium du Dauphiné au cours de la deuxième étape, se ressentant d'une infection récente au SARS-CoV-2. Il découvre son premier grand tour à l'occasion du Tour d'Espagne avec une préparation perturbée par une nouvelle infection au SARS-CoV-2. Chutant lors de la troisième étape, il abandonne durant la neuvième.
Censé découvrir le Tour d'Italie en 2023, il est finalement forfait à 10 jours du départ, étant à nouveau infecté par le SARS-CoV-2. Une infection qui mettra sa saison en péril, puisqu'il ne participe qu'à une seule course par la suite, sa saison 2023 prend donc fin dès le mois de juin .
Il n’est pas conservé par la formation DSM à la fin de l’année 2024. Il rebondit dans une équipe, qu'il a déjà connue durant ces catégories espoirs, la Lotto dstny. Il vit encore une saison compliquée, une nouvelle fois touché par la covid-19 durant l'hiver. Il participe néanmoins à son premier monument en fin de saison, le Tour de Lombardie.

## Palmarès
- 2018
  - 2e du Tour du Valromey
- 2020
  - 2e étape (a) de la Ronde de l'Isard
  - 2e du Tour d'Italie espoirs
  - 2e de la Ronde de l'Isard
- 2021
  - 3e du Tour d'Italie espoirs

## Résultats sur les grands tours

### Tour d'Espagne
1 participation
- 2022 : abandon (9e étape)

## Classements mondiaux
| Année                                 | 2020 | 2021  | 2022 | 2023  |
| ------------------------------------- | ---- | ----- | ---- | ----- |
| Classement mondial                    | 575e | 1305e | 681e | 2765e |
| UCI Europe Tour                       | 469e | 939e  | 526e | nc    |
|                                       |      |       |      |       |
| Légende : nc = non classéSource : UCI |      |       |      |       |